# Efrén Vázquez
Efrén Vázquez Rodríguez (Bilbao, 2 settembre 1986) è un pilota motociclistico spagnolo.

## Carriera
Esordisce nella classe 250 del motomondiale nel 2007, correndo gli ultimi dieci Gran Premi con l'Aprilia del team Blusens Germany, al posto di Arturo Tizón. Ottiene come miglior risultato un quindicesimo posto in Repubblica Ceca, ottenendo quindi un solo punto.
Nel 2008 passa alla classe 125, rimanendo nello stesso team e avendo come compagno di squadra Scott Redding.. Ottiene come miglior risultato un nono posto in Qatar e termina la stagione al 20º posto con 31 punti. In questa stagione è costretto a saltare il Gran Premio di Gran Bretagna per infortunio. Sempre nel 2008 vince il campionato spagnolo velocità.
Nel 2009 passa al team Derbi Racing; i compagni di squadra sono Joan Olivé e Pol Espargaró. Ottiene come miglior risultato un quinto posto in Spagna e termina la stagione al 14º posto con 54 punti.
Nel 2010 rimane nello stesso team, questa volta avendo come compagno di squadra il solo Espargaró. Ottiene un secondo posto in Qatar e un terzo posto al GP di San Marino e termina la stagione al 5º posto con 152 punti.
Nel 2011 passa al team Avant-AirAsia-Ajo, con compagno di squadra Johann Zarco. Ottiene un terzo posto a San Marino e termina la stagione al 7º posto con 160 punti.
Nel 2012 passa al team JHK T-Shirt Laglisse, correndo nella classe Moto3 con una Honda NSF250R in Qatar e in seguito con una FTR M3; il compagno di squadra è Adrián Martín. Ottiene come miglior risultato quattro quinti posti (Portogallo, Gran Bretagna, Germania e Aragona) e termina la stagione al 10º posto con 93 punti.
Nel 2013 passa alla Mahindra; il compagno di squadra è Miguel Oliveira. Ottiene come miglior risultato due quinti posti (Catalogna e Comunità Valenciana) e termina la stagione al 9º posto con 82 punti. In questa stagione è costretto a saltare i Gran Premi di Francia e Italia per la frattura della clavicola destra rimediata nelle prove libere del GP di Francia.
Nel 2014 passa al team SaxoPrint-RTG, alla guida di una Honda NSF250R; il compagno di squadra è John McPhee. Ottiene una vittoria ad Indianapolis(USA), due secondi posti (Spagna e Giappone), tre terzi posti (Qatar, Americhe e Catalogna) e una pole position in Francia. Il 10 agosto vince il primo GP della sua carriera in quel di Indianapolis. Vince anche in Malesia. Conclude la stagione al 4º posto con 222 punti.
Nel 2015 passa al team Leopard Racing, alla guida di una Honda; i compagni di squadra sono Danny Kent e Hiroki Ono. Ottiene due secondi posti (Argentina e Australia) e due terzi posti (Americhe e Catalogna). Chiude la stagione all'ottavo posto con 155 punti.
Nel 2016 passa in Moto2, alla guida della Suter MMX2 del team JPMoto Malaysia. In questa stagione è costretto a saltare i Gran Premio di Americhe, Spagna, Francia, Italia e Catalogna a causa della frattura della caviglia destra rimediata nelle qualifiche del GP delle Americhe. Non rientra più in gara nella stagione 2016 e chiude quindi il campionato al di fuori della classifica non avendo ottenuto punti.
Nel 2018 diventa collaudatore per la Moto3 per la casa motociclistica austriaca KTM.

## Risultati nel motomondiale
| 2007 | Classe | Moto    |  |  |  |  |  |  |  |    |    |     |    |    |    |     |     |     |     |    | Punti | Pos. |
| ---- | ------ | ------- |  |  |  |  |  |  |  | -- | -- | --- | -- | -- | -- | --- | --- | --- | --- | -- | ----- | ---- |
| 2007 | 250    | Aprilia |  |  |  |  |  |  |  | 16 | 18 | Rit | NE | 15 | 16 | Rit | Rit | Rit | Rit | 18 | 1     | 29º  |

| 2008 | Classe | Moto    |   |     |    |    |     |    |    |    |     |    |    |    |    |    |    |    |    |    | Punti | Pos. |
| ---- | ------ | ------- | - | --- | -- | -- | --- | -- | -- | -- | --- | -- | -- | -- | -- | -- | -- | -- | -- | -- | ----- | ---- |
| 2008 | 125    | Aprilia | 9 | Rit | 15 | 10 | Rit | 18 | 16 | NP | Rit | 15 | NE | 18 | 11 | 20 | 14 | 11 | NP | 12 | 31    | 20º  |

| 2009 | Classe | Moto  |    |    |   |   |     |     |    |    |    |   |    |    |    |     |   |     |   |  | Punti | Pos. |
| ---- | ------ | ----- | -- | -- | - | - | --- | --- | -- | -- | -- | - | -- | -- | -- | --- | - | --- | - |  | ----- | ---- |
| 2009 | 125    | Derbi | 17 | 22 | 5 | 8 | Rit | Rit | 12 | NE | 17 | 9 | 14 | 21 | 12 | Rit | 7 | Rit | 7 |  | 54    | 14º  |

| 2010 | Classe | Moto  |   |     |   |   |    |     |   |   |    |     |   |   |   |     |   |   |   |   | Punti | Pos. |
| ---- | ------ | ----- | - | --- | - | - | -- | --- | - | - | -- | --- | - | - | - | --- | - | - | - | - | ----- | ---- |
| 2010 | 125    | Derbi | 2 | Rit | 4 | 5 | 11 | Rit | 5 | 8 | NE | Rit | 4 | 3 | 4 | Rit | 4 | 4 | 8 | 8 | 152   | 5º   |

| 2011 | Classe | Moto  |   |   |   |   |   |   |   |   |     |    |     |   |   |   |     |   |    |   | Punti | Pos. |
| ---- | ------ | ----- | - | - | - | - | - | - | - | - | --- | -- | --- | - | - | - | --- | - | -- | - | ----- | ---- |
| 2011 | 125    | Derbi | 4 | 9 | 6 | 3 | 5 | 5 | 7 | 4 | Rit | NE | Rit | 6 | 3 | 4 | Rit | 4 | 11 | 4 | 160   | 7º   |

| 2012 | Classe | Moto             |    |     |   |    |     |   |   |   |   |    |     |    |   |   |   |   |   |     | Punti | Pos. |
| ---- | ------ | ---------------- | -- | --- | - | -- | --- | - | - | - | - | -- | --- | -- | - | - | - | - | - | --- | ----- | ---- |
| 2012 | Moto3  | Honda e FTRHonda | 16 | Rit | 5 | NP | Rit | 5 | 9 | 5 | 6 | NE | Rit | 25 | 7 | 5 | 9 | 8 | 8 | Rit | 93    | 10º  |

| 2013 | Classe | Moto     |    |    |   |    |    |   |    |   |    |     |    |    |    |    |     |   |     |   | Punti | Pos. |
| ---- | ------ | -------- | -- | -- | - | -- | -- | - | -- | - | -- | --- | -- | -- | -- | -- | --- | - | --- | - | ----- | ---- |
| 2013 | Moto3  | Mahindra | 10 | 14 | 8 | NP | NP | 5 | 12 | 6 | NE | Rit | 11 | 10 | 12 | 10 | Rit | 7 | Rit | 5 | 82    | 9º   |

| 2014 | Classe | Moto  |   |   |   |   |   |    |   |   |   |   |   |     |    |    |   |   |   |   | Punti | Pos. |
| ---- | ------ | ----- | - | - | - | - | - | -- | - | - | - | - | - | --- | -- | -- | - | - | - | - | ----- | ---- |
| 2014 | Moto3  | Honda | 3 | 3 | 6 | 2 | 6 | 12 | 3 | 6 | 6 | 1 | 8 | Rit | 10 | 13 | 2 | 4 | 1 | 6 | 222   | 4º   |

| 2015 | Classe | Moto  |   |   |   |   |     |     |   |     |   |     |   |   |     |   |    |   |     |     | Punti | Pos. |
| ---- | ------ | ----- | - | - | - | - | --- | --- | - | --- | - | --- | - | - | --- | - | -- | - | --- | --- | ----- | ---- |
| 2015 | Moto3  | Honda | 4 | 3 | 2 | 5 | Rit | Rit | 3 | Rit | 2 | Rit | 4 | 9 | Rit | 4 | 10 | 2 | Rit | Rit | 155   | 8º   |

| 2016 | Classe | Moto  |    |    |    |     |     |     |  |  |  |  |  |  |  |  |  |  |  |  | Punti | Pos. |
| ---- | ------ | ----- | -- | -- | -- | --- | --- | --- |  |  |  |  |  |  |  |  |  |  |  |  | ----- | ---- |
| 2016 | Moto2  | Suter | 22 | 26 | NP | Inf | Inf | Inf |  |  |  |  |  |  |  |  |  |  |  |  | 0     |      |

| Legenda | 1º posto        | 2º posto            | 3º posto            | A punti      | Senza punti        | Grassetto – Pole position Corsivo – Giro più veloce |
| Legenda | Gara non valida | Non qual./Non part. | Ritirato/Non class. | Squalificato | '-' Dato non disp. | Grassetto – Pole position Corsivo – Giro più veloce |